# Пам'ятки історії та мистецтва Маріуполя
У місті Маріуполі Донецької області на обліку перебуває 113 пам'яток історії та 4 пам'ятки монументального мистецтва.
Як відомо, Маріуполь віднесений до переліку історичних міст України . Це накладає на мешканців міста та міськвиконком нові обов'язки по збереженню і реставрації історичних пам'яток і археологічних розкопок в місті. Ще 1993 року в Маріуполі працювала комісія працівників Харківського філіалу інституту «Укрпроектреставрація». Вони провели аналіз історико-архітектурного плану забудови Маріуполя. Було визнано сто сімдесят дві (172) історично вартісних споруди. Але тільки шість із них отримали статус пам'яток архітектури місцевого значення. Приємно і важливо, що серед них споруди різних історичних етапів, серед них —
- Водонагнітна вежа (доба сецесії, арх. В.О. Нільсен)
- Два будинки зі шпилями на вул. Куїнджі (сталінський ампір)
- Драматичний театр (сталінський ампір)
- Індустріальний коледж, Георгіївська вулиця (колишня Маріупольська Олександрівська чоловіча гімназія, доба сецесії, арх. Толвінський Микола Костянтинович [2])
- Палац Молоді (колишній готель Національ, доба сецесії).

Кількість історично вартісних споруд в Маріуполі була більша, ніж сто сімдесят дві (172), бо низка споруд доби пізнього класицизму та сецесії була поруйнована і ніколи не відновлена. Низка збережених спроруд доби сецесії не доглянута, погано викорисовується і не зберігається при гострій необхідності пішоходної зони в історичному центрі, нових майстерень для художників і ремісників, кружкової роботи школярів тощо.
Значним недоліком звіту є відсутність в переліку - охоронних зон археологічних пам'яток доби неоліту Маріуполя та його околиць.

## Пам'ятки історії
| № пп | Охорон. номер | Найменування пам'ятки                                                                              | Місцезнаходження пам'ятки                                                                   | Рік встановлення                                           | Автор                                                                                     | Рішення                                                  | Зображення |
| ---- | ------------- | -------------------------------------------------------------------------------------------------- | ------------------------------------------------------------------------------------------- | ---------------------------------------------------------- | ----------------------------------------------------------------------------------------- | -------------------------------------------------------- | ---------- |
| 1.   | 352           | Будинок, у якому у 1941 р. знаходилось тимчасове єврейське гетто.                                  | Центральний р-н, вул. Італійська, 115.                                                      | 1997 р.                                                    | Автори меморіальної дошки: Харбат Є. В. Балдін Ю. І.                                      | 25.04.2003 р. № 418                                      |            |
| 2.   | 355           | Пам'ятник Апатову К.П, революціонеру.                                                              | Центральний р-н, перехрестя вул. Італійська і бульвару Б.Хмельницького.                     | 1968 р.                                                    | Скульптор: Стемпковський А. А. Архітектор: Сорін Є. М.                                    | 17.12.1969 р. № 724                                      |            |
| 3.   | 2143          | Пам'ятник воїнам 221-ї стрілецької дивізії.                                                        | Центральний р-н, на перехресті бульвару Будівельників і бульвару 221-ї стрілецької дивізії. | 1985 р.                                                    | Архітектор: Панов В. В.                                                                   | 22.07.1987 р. № 338-р                                    |            |
| 4.   | 346           | Пам'ятний знак запорозьким козакам Кальміуської паланки.                                           | Центральний р-н, площа Визволення.                                                          | 1995 р                                                     | -                                                                                         | 26.12.1995 р. № 138                                      |            |
| 5.   | 2145          | Будинок, у якому жив і працював Серафімович (Попов) О. С, російський і радянський письменник       | Центральний р-н, вул. Георгіївська, 37.                                                     | 1982 р.                                                    | Автор меморіальної дошки: скульптор Пацевич В. Л.                                         | 22.07.1987 р. № 338-р                                    |            |
| 6.   | 2149          | Будинок, у якому вчився Жердев М. П., Герой Радянського Союзу.                                     | Центральний р-н, вул. Георгіївська, 69; будинок індустріаль-ного технікуму.                 | 1975 р.                                                    | Автор меморіальної дошки: скульптор Кузнецов О. М.                                        | 21.06.2000 р. № 376                                      |            |
| 7.   | 2155          | Будинок, у якому вчився Федоров А. П., чекіст.                                                     | Центральний р-н, вул. Георгіївська, 69; будинок індустріаль-ного технікуму.                 | 1975 р.                                                    | Автор меморіальної дошки: скульптор Кузнецов О. М.                                        | 21.06.2000 р. № 376                                      |            |
| 8.   | 338           | Будинок, у якому розташовувався перший Маріупольський ревком.                                      | Центральний р-н, вул. Архітектора Нільсена, 26.                                             | Будинок: 1864 р. Дошка: 1947 р.                            | -                                                                                         | 17.12.1969 р. № 724                                      |            |
| 9.   | 318           | Братська могила продзагонівців.                                                                    | Центральний р-н, пр. Миру, 143                                                              | 1936 р., рек. 1960                                         | -                                                                                         | 17.12.1969 р. № 724                                      |            |
| 10.  | 365           | Пам'ятник Шевченку Т. Г., поетові.                                                                 | Центральний р-н, пр. Миру.                                                                  | 1964 р.                                                    | -                                                                                         | 17.12.1969 р. № 724                                      |            |
| 11.  | 326           | Пам'ятний знак Висоцькому В. С. — актору, поету, барду.                                            | Центральний р-н, пр. Миру, 85.                                                              | 1998 р.                                                    | Харабат Є. В.                                                                             | 21.06.2000 р. № 376                                      |            |
| 12.  | 317           | Група братських могил: Могили борців за Радянську владу. Могили радянських воїнів і партизанів.    | Центральний р-н, вул. Митрополитська.                                                       | 1962 р. рек. 1983 р.                                       | -                                                                                         |                                                          |            |
| 13.  | 315           | Пам'ятник Шевченку Т. Г., українському поетові.                                                    | Центральний р-н, пр. Металургів.                                                            | 2000 р.                                                    | Художник: Вітрик О. Архітектори: Кадиров А., Андруткевич Е.                               | 25.04.2003 р. № 418                                      |            |
| 14.  | 342           | Пам'ятник борцям за Радянську владу.                                                               | Центральний р-н, пр. Металургів, 52.                                                        | 1967 р., рек 1983 р.                                       | Скульптор: Стемпковський А. А. Архітектор: Сорін Є. Н.                                    | 5.09.1973 р. № 475                                       |            |
| 15.  | 349           | Пам'ятник Пушкіну О. С., російському поетові.                                                      | Центральний р-н, пр. Металургів, 52.                                                        | 2000 р.                                                    | Скульптор: Скорих О. М.                                                                   | 25.04.2003 р. № 418                                      |            |
| 16.  | 2147          | Будинок, у якому вчився Варганов В. О., учасник встановлення Радянської влади в м. Маріуполь.      | Центральний р-н, вул. Митрополитська, 61.                                                   | 1978 р.                                                    | Автор меморіальної дошки: скульптор Кузнецов О. М.                                        | 21.06.2000 р. № 376                                      |            |
| 17.  | 2148          | Будинок, у кому вчився Губенко А. О., Герой Радянського Союзу.                                     | Центральний р-н, вул. Митрополитська, 61.                                                   |                                                            | Автор меморіальної дошки: скульптор Кузнецов О. М.                                        | 22.07.1987 р. № 338-р                                    |            |
| 18.  | 337           | Будинок штабу морських сил Чорного та Азовського морів.                                            | Центральний р-н, на перехресті вул. Харлампіївської та пр. Миру.                            | Будинок: 2 пол. 19 ст. Дошка: жовтень 1967 р. рек. 1980 р. | -                                                                                         | 17.12.1969 р. № 724                                      |            |
| 19.  | 319           | Братська могила героїв громадянської війни.                                                        | Центральний р-н, вул. Семенішина.                                                           | 1938 р. рек. 1978 р.                                       | -                                                                                         | 17.12.1969 р. № 724                                      |            |
| 20.  | 324           | Братська могила радянських воїнів Південного фронту.                                               | Центральний р-н, вул. Семенішина, 50.                                                       | 5 листопада 1945 р.                                        | -                                                                                         | 13.04.1977 р. № 239                                      |            |
| 21.  | 323           | Братська могила Семенішина В. Г. і Лавицького Н. Є., Героїв Радянського Союзу.                     | Центральний р-н, вул. Семенішина, 50.                                                       | 5 травня 1948 р.                                           | Скульптор: Баранников І. С., Архітектор: Карпенко                                         | 13.04.1977 р. № 239                                      |            |
| 22.  | 2142          | Місце виступу Петровського Г. І., радянського державного діяча .                                   | Центральний р-н, Театральна площа, Російський драматичний театр.                            | 1977 р.                                                    | -                                                                                         | 22.07.1987 р. № 338-р                                    |            |
| 23.  | 2673          | Будинок, у якому діяла підпільна група.                                                            | Кальміуський р-н, вул. Радіна, 2.                                                           | 1959 р.                                                    | -                                                                                         | 15.09.1989 р. № 296                                      |            |
| 24.  | 332           | Братська могила радянських воїнів Південного фронту.                                               | Кальміуський р-н, вул. Гурамішвілі, цвинтар.                                                | 1955 р.                                                    | -                                                                                         | 17.12.1969 р. № 724                                      |            |
| 25.  | 333           | Група братських могил радянських воїнів Південного фронту і мирних громадян                        | Кальміуський р-н, вул. Заозерна, 266, цвинтар.                                              | 9 травня 1974 р.                                           | -                                                                                         | 17.12.1969 р. № 724                                      |            |
| 26.  | 1737          | Могила Гонди М. С., Героя Соціалістичної Праці.                                                    | Кальміуський р-н, вул. Заозерна, 266.                                                       | 1974 р.                                                    | -                                                                                         | 25.04.2003 р. № 418                                      |            |
| 27.  | 1837          | Могила Горбаня Г. Я., Героя Соціалістичної Праці.                                                  | Кальміуський р-н, вул. Заозерна, 266, Старокримський цвинтар.                               | 2000 р.                                                    | -                                                                                         | 25.04.2003 р. № 418                                      |            |
| 28.  | 306           | Місце зіткнення робітників з царськими військами.                                                  | Кальміуський р-н, вул. Заозерна, 266, біля школи № 44.                                      | 1966 р.                                                    | -                                                                                         | 17.12.1969 р. № 724                                      |            |
| 29.  | 329           | Пам'ятник жертвам фашизму і військовополоненим.                                                    | Кальміуський р-н, вул. Заозерна, 266, біля школи № 44.                                      | 4 листопада 1967 р.                                        | Автор: А. В. Бузєвський                                                                   | 17.12.1969 р. № 724                                      |            |
| 30.  | 307           | Пам'ятний знак на честь Петровського Г. І., державного діяча України.                              | Кальміуський р-н, пр. Нікопольський, 52.                                                    | 1967 р.                                                    | Скульптор: Бузевський А. В.                                                               | 17.12.1969 р. № 724                                      |            |
| 31.  | 311           | Пам'ятник робітникам заводу ім. Ілліча, розстріляним у роки окупації.                              | Кальміуський р-н, перехрестя пр. Нікопольський та вул. Левченка.                            | 9 травня 1965 р.                                           | -                                                                                         | 17.12.1969 р. № 724                                      |            |
| 32.  | 1702          | Пам'ятник воїнам-інтернаціоналістам м. Маріуполь.                                                  | Кальміуський р-н, вул. Карпінського, лугопарк.                                              | 1996 р.                                                    | -                                                                                         | 26.12.1995 р. № 138                                      |            |
| 33.  | 2964          | Братська могила радянських воїнів.                                                                 | Кальміуський р-н, вул. М.Мазая, на подвір'ї ПТУ № 4.                                        | 1985 р.                                                    | -                                                                                         | 12.06.1991 р. № 210                                      |            |
| 34.  | 3226          | Могила Наришкіна В. А, воїна-афганця, гвардії рядового.                                            | Кальміуський р-н, с-ще Мирний, вул. Уральська, цвинтар.                                     | 1985 р.                                                    | -                                                                                         | 14.07.1993 р. № 419                                      |            |
| 35.  | 316           | Братська могила героїв громадянської війни.                                                        | Кальміуський р-н, с-ще Сартана, вул. Курчі, 84а.                                            | 1956 р., рек. 1978 р.                                      | -                                                                                         | 17.12.1969 р. № 724                                      |            |
| 36.  | 2072          | Пам'ятник воїнам-землякам.                                                                         | Кальміуський р-н, с-ще Сартана, вул. Челюскінців, 72.                                       | 1980 р.                                                    | Скульптор: Пацевич В. Л.                                                                  | 5.08.1985 р. № 449р                                      |            |
| 37.  | 1735          | Братська могила радянських воїнів Південного фронту.                                               | Кальміуський р-н, с-ще Сартана, вул. Челюскінців, 72.                                       | 1953 р.                                                    | -                                                                                         | 17.12.1969 р. № 724                                      |            |
| 38.  | 1736          | Могила Кашуби Л. А., Героя Соціалістичної Праці.                                                   | Кальміуський р-н, с-ще Сартана, вул. Челюскінців, 72.                                       | 1958 р.                                                    | -                                                                                         | 17.12.1969 р. № 724                                      |            |
| 39.  | 3225          | Могила Шиварьова О. Ф., воїна-афганця, гвардії сержанта.                                           | Кальміуський р-н, с-ще Сартана, цвинтар, центральний ряд.                                   | 1982 р.                                                    | -                                                                                         | 14.07.1993 р. № 419                                      |            |
| 40.  | 331           | Братська могила радянських воїнів Південного фронту.                                               | Кальміуський р-н, смт Старий Крим, біля селищної Ради.                                      | 1947 р. рек. 1977 р.                                       | -                                                                                         | 17.12.1969 р. № 724                                      |            |
| 41.  | 2073          | Пам'ятник воїнам-односельчанам.                                                                    | Кальміуський р-н, смт Старий Крим.                                                          | 1980 р.                                                    | Скульптор: Пацевич В. Л. Архітектор: Гуревич В.                                           | 10.11.1984 р. № 663р                                     |            |
| 42.  | 3215          | Могила Бахметова В. В., воїна-афганця, лейтенанта.                                                 | Кальміуський р-н, смт Старий Крим, цвинтар, центральна алея.                                | 1987 р.                                                    | -                                                                                         | 14.07.1993 р. № 419                                      |            |
| 43.  | 3218          | Могила Діркса М. П., воїна-афганця, молодшого сержанта.                                            | Кальміуський р-н, смт Старий Крим, цвинтар, центральна алея.                                | 1985 р.                                                    | -                                                                                         | 14.07.1993 р. № 419                                      |            |
| 44.  | 3217          | Могила Кілевого О. В., воїна-афганця, рядового.                                                    | Кальміуський р-н, смт Старий Крим, цвинтар.                                                 | 1983 р.                                                    | -                                                                                         | 14.07.1993 р. № 419                                      |            |
| 45.  | 3222          | Могила Кравця О. Г., воїна-афганця, майора.                                                        | Кальміуський р-н, смт Старий Крим, цвинтар, центральна алея.                                | 1987 р.                                                    | -                                                                                         | 14.07.1993 р. № 419                                      |            |
| 46.  | 351           | Могила Кустенка В. О., воїна-інтернаціоналіста, капітана ІІ рангу.                                 | Кальміуський р-н, смт Старий Крим, цвинтар, центральна алея.                                | 1985 р.                                                    | -                                                                                         | 21.06.2000 р. № 376                                      |            |
| 47.  | 330           | Могила Махортова І. М., радянського воїна.                                                         | Кальміуський р-н, смт Старий Крим, цвинтар.                                                 | 8 травня 1945 р., рек. 1998 р.                             | -                                                                                         | 13.04.1977 р. № 239                                      |            |
| 48.  | 3216          | Могила Новікова В. Д., воїна-афганця, старшого лейтенанта.                                         | Кальміуський р-н, смт Старий Крим, цвинтар.                                                 | 1982 р.                                                    | -                                                                                         | 14.07.1993 р. № 419                                      |            |
| 49.  | 3220          | Могила Романюти Є. М, воїна-афганця, старшого лейтенанта .                                         | Кальміуський р-н, смт Старий Крим, цвинтар.                                                 | 1986 р.                                                    | -                                                                                         | 14.07.1993 р. № 419                                      |            |
| 50.  | 3219          | Могила Сергієнка-Овчаренка В. В., воїна-афганця рядового.                                          | Кальміуський р-н, смт Старий Крим, цвинтар, центральна алея.                                | 1987 р.                                                    | -                                                                                         | 14.07.1993 р. № 419                                      |            |
| 51.  | 3224          | Могила Свірідонова О. В., воїна-афганця рядового.                                                  | Кальміуський р-н, смт Старий Крим, цвинтар, центральна алея.                                | 1985 р.                                                    | -                                                                                         | 14.07.1993 р. № 419                                      |            |
| 52.  | 3221          | Могила Сисоєва Л. К., воїна-афганця, старшого лейтенанта.                                          | Кальміуський р-н, смт Старий Крим, цвинтар, центральна алея.                                | 1988 р.                                                    | -                                                                                         | 14.07.1993 р. № 419                                      |            |
| 53.  | 3227          | Могила Тертишніка І. Б., воїна-афганця, гвардії молодшого сержанта.                                | Кальміуський р-н, смт Старий Крим, цвинтар, центральна алея.                                | 1985 р.                                                    | -                                                                                         | 14.07.1993 р. № 419                                      |            |
| 54.  | 3214          | Могила Циганова С., воїна-афганця, рядового.                                                       | Кальміуський р-н, смт Старий Крим, цвинтар.                                                 | 1984 р.                                                    | -                                                                                         | 14.07.1993 р. № 419                                      |            |
| 55.  | 3228          | Могила Главінського В. О., воїна-афганця, старшого лейтенанта.                                     | Кальміуський р-н, смт Талаківка, вул. Соборна, 113, цвинтар,                                | 1985 р.                                                    | -                                                                                         | 14.07.1993 р. № 419                                      |            |
| 56.  | 1826          | Братська могила героїв громадянської війни.                                                        | Кальміуський р-н, смт Талаківка, цвинтар.                                                   | 1958 р.                                                    | -                                                                                         | 13.04.1977 р. № 239                                      |            |
| 57.  | 328           | Братська могила радянських воїнів Південного фронту.                                               | Кальміуський р-н, смт Талаківка, цвинтар.                                                   | 1959 р.                                                    | -                                                                                         | 17.12.1969 р. № 724                                      |            |
| 58.  | 314           | Братська могила героїв громадянської війни.                                                        | Лівобережний р-н, вул. Голубенка, цвинтар.                                                  | 1929 р.                                                    | -                                                                                         | 17.12.1969 р. № 724                                      |            |
| 59.  | 327           | Братська могила радянських воїнів Південного фронту.                                               | Лівобережний р-н, вул. Голубенка, цвинтар.                                                  | 1957 р.                                                    | -                                                                                         | 17.12.1969 р. № 724                                      |            |
| 60.  | 1828          | Братська могила радянських воїнів Південного фронту.                                               | Лівобережний р-н, вул. Гугеля, 1, Парк культури ти відпочинку заводу «Азовсталь».           | 6 травня 1961 р.                                           | -                                                                                         | 13.04.1977 р. № 239                                      |            |
| 61.  | 1827          | Братська могила радянських воїнів Південного фронту.                                               | Лівобережний р-н, вул. Декабристів.                                                         | 1963 р. рек. 1985 р.                                       | -                                                                                         | 13.04.1977 р. № 239                                      |            |
| 62.  | 356           | Пам'ятник мітрополіту Ігнатію-релігійному просвітникові                                            | Лівобережний р-н, вул. Межова 1-а                                                           | 25 березня 1998 р.                                         | Скульптор Кузьменков Л. Н. Архітектор Константинов В. К.                                  | Постанова колегії управлення культури № 5 відь18.03.2005 |            |
| 63.  | 335           | Пам'ятник воїнам-землякам, робітникам заводу «Азовсталь».                                          | Лівобережний р-н, вул. Набережна, 2.                                                        | 25 жовтня 1967 р.                                          | Скульптор: Батяй В. Д. Архітектор: Лєньков Ю. Н.                                          | 17.12.1969 р. № 724                                      |            |
| 64.  | 3230          | Могила Борматенка М. О, воїна-афганця, лейтенанта.                                                 | Лівобережний р-н, Новотроїцький цвинтар                                                     | 1985 р.                                                    | -                                                                                         | 14.07.1993 р. № 419                                      |            |
| 65.  | 3233          | Могила Мощенської Л. М., службовця Радянської Армії.                                               | Лівобережний р-н, Новотроїцький цвинтар                                                     | 1984 р.                                                    | -                                                                                         | 14.07.1993 р. № 419                                      |            |
| 66.  | 3231          | Могила Сеущіна П. В., воїна-афганця, рядового.                                                     | Лівобережний р-н, Новотроїцький цвинтар                                                     | 1989 р.                                                    | -                                                                                         | 14.07.1993 р. № 419                                      |            |
| 67.  | 3229          | Могила Степанова А. М., воїна-афганця, лейтенанта.                                                 | Лівобережний р-н, Новотроїцький цвинтар                                                     | 1988 р.                                                    | -                                                                                         | 14.07.1993 р. № 419                                      |            |
| 68.  | 3232          | Могила Шамановича О. В., воїна-афганця, рядового.                                                  | Лівобережний р-н, Новотроїцький цвинтар, південно.-східна частина.                          | 1984 р.                                                    | -                                                                                         | 14.07.1993 р. № 419                                      |            |
| 69.  | 310           | Пам'ятник Балабусі А., піонеру-герою.                                                              | Приморський р-н, вул. Адмірала Луніна, 11.                                                  | 1967 р.                                                    | Автор: Марченко М..Т.                                                                     | 17.12.1969 р. № 724                                      |            |
| 70.  | 343           | Пам'ятник воїнам-землякам, робітникам судоремонтного заводу.                                       | Приморський р-н, вул. Адмірала Луніна, 11.                                                  | 1967 р.                                                    | -                                                                                         | 17.12.1969 р. № 724                                      |            |
| 71.  | 309           | Місце бою морського десанту Південного фронту.                                                     | Приморський р-н, вул. Адмірала Луніна, 16.                                                  | 1961 р.                                                    | -                                                                                         | 17.12.1969 р. № 724                                      |            |
| 72.  | 308           | Пам'ятний знак на місці збройного повстання.                                                       | Приморський р-н, вул. Інтернаціональна, 19.                                                 | 1958 р.                                                    | -                                                                                         | 17.12.1969 р. № 724                                      |            |
| 73.  | 322           | Пам'ятник жертвам фашизму.                                                                         | Приморський р-н, вул. Лавицького, 7, ЗОШ № 60.                                              | травень 1964 р.                                            | -                                                                                         | 17.12.1969 р. № 724                                      |            |
| 74.  | 2035          | Пам'ятник морякам та судам Азовського морського пароплавства, які загинули у 1941-45 рр.           | Приморський р-н, пр. Миру , 6.                                                              | 1984 р.                                                    | -                                                                                         | 27.07.1987 р. № 338-р                                    |            |
| 75.  | 344           | Пам'ятник морякам Азовської військової флотилії.                                                   | Приморський р-н, вул. Маркєлова, 2.                                                         | 1 листопада 1967 р.                                        | Скульптор: Баранников І. С., Чєрнов                                                       | 17.12.1969 р. № 724                                      |            |
| 76.  | 1834          | Пам'ятник морякам-десантникам (бронекатер)                                                         | Приморський р-н, пр. Нахімова, 166.                                                         | 1974 р.                                                    | -                                                                                         | 13.04.1977 р. № 239                                      |            |
| 77.  | 312           | Братська могила робітників-портовиків.                                                             | Приморський р-н, вул. Повстання, 41.                                                        | 5 листопада 1960 р., рек. 1995 р.                          | Скульптор: Бузевський                                                                     | 17.12.1969 р. № 724                                      |            |
| 78.  | 1831          | Будівля колишнього штабу Червоної Азовської флотилії.                                              | Приморський р-н, б-р Приморський, 1.                                                        | Будинок: 1901 р., Дошка: 6 листопада 1952 р.               | -                                                                                         | 13.04.1977 р. № 239                                      |            |
| 79.  | 313           | Братська могила героїв громадянської війни.                                                        | Приморський р-н, вул. Федорова.                                                             | 1958 р.                                                    | -                                                                                         | 17.12.1969 р. № 724                                      |            |
| 80.  | 320           | Братська могила радянських воїнів Південного фронту.                                               | Приморський р-н, вул. Федорова.                                                             | 1951 р.                                                    | -                                                                                         | 17.12.1969 р. № 724                                      |            |
| 81.  | 321           | Братська могила радянських воїнів Південного фронту.                                               | Приморський р-н, вул. Федорова.                                                             | 1953 р. рек. 1983 р.                                       | -                                                                                         | 17.12.1969 р. № 724                                      |            |
| 82.  | 339           | Меморіальний комплекс на честь загиблих моряків Азовського морського пароплавства.                 | Приморський р-н, с-ще Кіровка, цвинтар.(новий).                                             | 1988 р.                                                    | -                                                                                         | 29.03.1999 р. № 161                                      |            |
| 83.  | 3235          | Могила Дзевицького О. В., воїна-афганця, рядового.                                                 | Приморський р-н, с-ще Кіровка, цвинтар.                                                     | 1989 р.                                                    | -                                                                                         | 14.07.1993 р. № 419                                      |            |
| 84.  | 3234          | Могила Новікова В. О., воїна-афганця, рядового.                                                    | Приморський р-н, с-ще Кіровка, цвинтар, центральна алея                                     | 1986 р.                                                    | -                                                                                         | 14.07.1993 р. № 419                                      |            |
| 85.  | 350           | Пам'ятник воїнам-визволителям.                                                                     | Приморський р-н, площа Воїнів-Визволителів, пр. Нахімова, 168.                              | 9 травня 2000 р.                                           | Скульптори: Кузьменков Л. Н. Константинов В. К. Валєтов А. М. Архітектор: Тарасенко А. Л. | 25.04.2003 р. № 418                                      |            |
| 86.  | 1829          | Братська могила радянських воїнів Південного фронту.                                               | Кальміуський р-н, на перехресті вул. Толстого і вул. Павловського.                          | 9 травня 1975 р.                                           | -                                                                                         | 13.04.1977 р. № 239                                      |            |
| 87.  | 2150          | Меморіальна дошка на честь перебування у м. Маріуполь Ульянова Д. І., молодшого брата Леніна В. І. | Центральний р-н, вул. Куїнджі, 48.                                                          | 1978 р.                                                    | Автор меморіальної дошки: скульптор Пацевич В. Л.                                         | 22.07.1987 р. № 338-р                                    |            |
| 88.  | 1835          | Пам'ятник воїнам-визволителям, льотчикам 8-ї повітряної армії Південного фронту (літак).           | Центральний р-н, пр. Миру, 11.                                                              | 1973 р.                                                    | -                                                                                         | 13.04.1977 р. № 239                                      |            |
| 89.  | 2144          | Місце підпільної типографії.                                                                       | Центральний р-н, пр. Металургів, 27.                                                        | 1959 р.                                                    | -                                                                                         | 22.07.1987 р. № 338р                                     |            |
| 90.  | 1830          | Пам'ятник воїнам-землякам, робітникам заводу металоконструкцій.                                    | Лівобережний р-н, вул. Таганрозька, 8                                                       | 1970 р.                                                    | -                                                                                         | 13.04.1977 р. № 239                                      |            |
| 91.  | 363           | Пам'ятник Белінському В. Г., письменникові.                                                        | Центральний р-н, вул. Семенішина, 50.                                                       | 1952 р.                                                    | -                                                                                         | 17.12.1969 р. № 724                                      |            |
| 92.  | 357           | Пам'ятник Горькому О. М., письменникові.                                                           | Центральний р-н, вул. Семенішина, 50.                                                       | 1952 р.                                                    | -                                                                                         | 17.12.1969 р. № 724                                      |            |
| 93.  | 368           | Пам'ятник .Ломоносову, М.В вченому.                                                                | Центральний р-н, вул. Семенішина, 50.                                                       | 1952 р.                                                    | -                                                                                         | 17.12.1969 р. № 724                                      |            |
| 94.  | 358           | Пам'ятник .Маяковському В.В, поетові.                                                              | Центральний р-н, вул. Семенішина, 50.                                                       | 1952 р.                                                    | -                                                                                         | 17.12.1969 р. № 724                                      |            |
| 95.  | 367           | Пам'ятник Мєндєлєєву, Д. І., вченому.                                                              | Центральний р-н, вул. Семенішина, 50.                                                       | 1952 р.                                                    | -                                                                                         | 17.12.1969 р. № 724                                      |            |
| 96.  | 359           | Пам'ятник Мічуріну, І. В., вченому.                                                                | Центральний р-н, вул. Семенішина, 50.                                                       | 1952 р.                                                    | -                                                                                         | 17.12.1969 р. № 724                                      |            |
| 97.  | 366           | Пам'ятник Попову О. С., вченому.                                                                   | Центральний р-н, вул. Семенішина, 50.                                                       | 1952 р.                                                    | -                                                                                         | 17.12.1969 р. № 724                                      |            |
| 98.  | 362           | Пам'ятник Пушкіну О. С., поетові.                                                                  | Центральний р-н, вул. Семенішина, 50.                                                       | 1952 р.                                                    | -                                                                                         | 17.12.1969 р. № 724                                      |            |
| 99.  | 1888          | Пам'ятник Темирязєву К. О., вченому.                                                               | Центральний р-н, вул. Семенішина, 50.                                                       | 1952 р.                                                    | -                                                                                         | 17.12.1969 р. № 724                                      |            |
| 100. | 364           | Пам'ятник Толстому Л. М., письменникові.                                                           | Центральний р-н, вул. Семенішина, 50.                                                       | 1952 р.                                                    | -                                                                                         | 17.12.1969 р. № 724                                      |            |
| 101. | 361           | Пам'ятник Чернишевському М. Г., письменникові.                                                     | Центральний р-н, вул. Семенішина, 50.                                                       | 1952 р.                                                    | -                                                                                         | 17.12.1969 р. № 724                                      |            |
| 102. | 2672          | Будинок, у якому формувалися загони Червоної Гвардії.                                              | Кальміуський р-н, пр. Нікопольський, 2.                                                     |                                                            | -                                                                                         | 15.09.1989 р. № 296                                      |            |
| 103. | 1833          | Пам'ятник танкістам Південного фронту (Танк Т-34).                                                 | на перехресті вул. Карпінського і вул. Покришкіна.                                          | 1975 р.                                                    | -                                                                                         | 13.04.1977 р. № 239                                      |            |
| 104. | 1832          | Пам'ятний знак воїнам-визволителям (гармата)                                                       | Лівобережний р-н, Морський бульвар, 44.                                                     | 1975 р. рек. 1983 р.                                       | -                                                                                         | 13.04.1977 р. № 239                                      |            |
| 105. | 336           | Пам'ятник воїнам-землякам портовикам.                                                              | Приморський р-н, вул. Адмірала Луніна, 22.                                                  | 9 травня 1971 р.                                           | -                                                                                         | 5.09.1973 р. № 475                                       |            |
| 106. | 334           | Пам'ятник воїнам-землякам, робітникам коксохімічного заводу.                                       | Лівобережний р-н, вул. Набережна, 6.                                                        | 1967 р.                                                    | -                                                                                         | 17.12.1969 р. № 724                                      |            |
| 107. | 345           | Пам'ятник В. І. Леніну                                                                             | м. Маріуполь Центральний р-н, вул. Семінишина                                               | 1948                                                       | Архітектор: Черній                                                                        | 17.12.1969 № 724                                         |            |
| 108. | 1886          | Пам'ятник В. І. Леніну                                                                             | Центральний р-н, вул. Свободи, 20.                                                          | 1964 р.                                                    | -                                                                                         | 17.12.1969 р. № 724                                      |            |
| 109. | 347           | Пам'ятник В. І. Леніну                                                                             | Лівобережний р-н, вул. Гугеля, 1.                                                           | 1951 р.                                                    | -                                                                                         | 17.12.1969 р. № 724                                      |            |
| 110. | 353           | Пам'ятник Орджонекідзе Г. І.                                                                       | Лівобережний р-н, вул. Ліпорського, 1.                                                      | 1947 р.                                                    | Архітектор: Черних К. В.                                                                  | 17.12.1969 р. № 724                                      |            |
| 111. | 341           | Будинок в у якому мешкав Заворуєв А. Є., революціонер                                              | Кальміуський р-н вул. Сталеварна, 20                                                        | Будинок 1897 Дошка 1947                                    | Зруйновано                                                                                | 17.12.1969 р. № 724                                      |            |
| 112. | 2146          | Місце виступу Дибенка П. і Колонтай О. М., учасників громадянської війни.                          | Центральний р-н, перехрестя вул. Італійська і Циркового провулка.                           | 1974 р.                                                    | -                                                                                         | 22.07.1987 р. № 338-р                                    |            |
| 113. | 340           | Будинок, у якому розташовувався перший Маріупольський комітет РСДРП(б).                            | Кальміуський р-н, пр. Нікопольський, 28/4.                                                  | Будинок: 1898 р. Дошка: 1957 р.                            | -                                                                                         | 17.12.1969 р. № 724                                      |            |

## Пам'ятки монументального мистецтва
| № пп | Охорон. номер | Найменування пам'ятки                             | Місцезнаходження пам'ятки                                  | Рік встановлення | Автор                                                  | Рішення              | Зображення |
| ---- | ------------- | ------------------------------------------------- | ---------------------------------------------------------- | ---------------- | ------------------------------------------------------ | -------------------- | ---------- |
| 1    | 2074          | Пам'ятник Куінджи О. І., російському художнику.   | Центральний р-н, на перехресті вул. Миру і пр. Металургів. | 1984 р.          | Скульптор: Полонік В. П.                               | 5.08.1985 р. № 449р  |            |
| 2    | 354           | Пам'ятник Мазаю М. Н. сталевару.                  | Кальміуський р-н, пр. Нікопольський, 3.                    | 1948 р.          | Скульптор: Чубін А. Я. Архітектор: Плесков О.          | 21.07.1965 р. № 711р |            |
| 3    | 1836          | Монумент Комсомольської Слави.                    | Приморський р-н, пр. Адмірала Нахімова, 172.               | 1968 р.          | Скульптор: Стемпковський А. А. Архітектор: Сорін Є. М. | 13.04.1977 р. № 239р |            |
| 4    | 1887          | Пам'ятник жертам голодомору і політичних репресій | пр. Миру, 60                                               |                  |                                                        | 14.12. 2006 р. № 25  |            |